# Antennulosignum elegans
Antennulosignum elegans är en kräftdjursart som beskrevs av Nordenstam 1933. Antennulosignum elegans ingår i släktet Antennulosignum och familjen Paramunnidae. Inga underarter finns listade i Catalogue of Life.